# Фрідріх Геррляйн
Фрідріх Бенно Георг Геррляйн (нім. Friedrich Benno Georg Herrlein; 27 квітня 1889, Кобленц — 28 липня 1974, Гіссен) — німецький воєначальник, генерал піхоти вермахту. Кавалер Лицарського хреста Залізного хреста.

## Біографія
Син офіцера. Після закінчення кадетського корпусу 3 березня 1910 року вступив в Прусську армію. Учасник Першої світової війни. В 1919 році брав участь в боях з комуністами в Берліні і Курляндії. Після демобілізації армії залишений в рейхсвері. З 6 жовтня 1936 року — командир 116-го піхотного полку. Учасник Французької кампанії. З 15 лютого 1941 року — командир 71-ї піхотної, з 28 березня 1941 року — 18-ї моторизованої дивізії. Учасник битви за Москву. 15 грудня 1941 року відкликаний через хворобу. Після одужання призначений в Генштаб Головнокомандувача сухопутних військ. З 6 жовтня 1943 року — командир 55-го армійського корпусу (з перервою в січні-травні 1944 року). З 5 лютого 1945 року — генерал для особливих доручень групи армій «Південь». 18 квітня 1945 року взятий в полон британськими військами. 17 травня 1948 року звільнений.
В 1955-56 роках — член комітету оцінювання нового персоналу бундесверу. Геррляйн був політично активним: вступив в партію Німеччини, виступав за франко-німецьке примирення, в 1957 році балотувався в бундестаг від Гессену.

## Звання
- Фенріх (3 березня 1910)
- Лейтенант (20 березня 1911; патент від 24 червня 1909)
- Оберлейтенант (18 червня 1915)
- Гауптман (20 червня 1918)
- Майор (1 квітня 1931)
- Оберстлейтенант (1 серпня 1934)
- Оберст (1 січня 1937)
- Генерал-майор (1 січня 1941)
- Генерал-лейтенант (1 вересня 1942)
- Генерал піхоти (1 лютого 1944)

## Нагороди
- Залізний хрест 2-го і 1-го класу
- Ганзейський Хрест (Гамбург)
- Хрест «За військові заслуги» (Австро-Угорщина) 3-го класу з військовою відзнакою
- Королівський орден дому Гогенцоллернів, лицарський хрест з мечами (26 лютого 1917)
- Нагрудний знак «За поранення» в чорному
- Балтійський хрест
- Почесний хрест ветерана війни з мечами
- Медаль «За вислугу років у Вермахті» 4-го, 3-го, 2-го і 1-го класу (25 років)
- Застібка до Залізного хреста 2-го і 1-го класу
- Лицарський хрест Залізного хреста (21 вересня 1941)
- Почесна плакета міста Шалон-сюр-Сон (Франція; 1969)